# 英国大学
英国的大学是根据1988年教育改革法令在英国创建的大学，通常拥有皇家特许状、教宗诏书、议会法案。通常情况下，大学的设立在英国枢密院备案，只有这样的机构才能颁发学位。申请英国所有大学的本科学位课程都要通过UCAS。

## 分类
英国的大学可以分为大致六类：
- 古典大学：1800以前创办的七所大学。
- 伦敦大学，杜伦大学以及其前附属学院纽卡斯尔大学，前威尔士大学的组成学院。
- 红砖大学：第一次世界大战开始以前创建的大型民政大学。
- 平板玻璃大学：1966开始创建的大学（也称罗宾斯报告扩展大学）。
- 英国公开大学：英国的远程教育大学。
- 新大学：主要是一些1992年之后改名或者合并重组的大学。

英国大学的中央协调机构是 Universities UK。

## 缩写
和世界許多国家一样，英国大学的毕业生通常不但在名片上标明学术内经，也标出毕业大学的名字，通常写在括号中。例如，谢菲尔德大学的毕业生可能自称为John Smith, BSc (Sheffield). 
最古老的英国大学通常使用拉丁文缩写表示，比如“Oxon”（牛津）、“Cantab”（剑桥）和“Dunelm”（杜伦）都是十分常见的例子。有时候，伦敦大学的毕业生也会使用拉丁文和英文缩写'Lond'。有一些历史较短的大学也使用拉丁缩写，通常是因为他们位于主教辖区之内，使用主教的签名的拉丁缩写。
最常见的缩写有:
- Aber (Aberdonensis) 代表阿伯丁大学
- Cantab (Cantabrigiensis) 代表剑桥大学
- Cantuar (Cantuariensis) 代表坎特伯雷大主教，常用來指 蘭貝斯學位和肯特大學
- Cicest (Cicestensis) 代表奇切斯特大學
- Dunelm (Dunelmensis) 代表杜伦大学
- Edin (Edinburgensis) 代表爱丁堡大学
- Exon (Exoniensis) 代表埃克塞特大學
- Glas (Glasguensis) 代表格拉斯哥大学
- Lond (Londiniensis) 代表伦敦大学
- Manc (Mancuniensis) 代表曼彻斯特大学
- Oxon or Oxf (Oxoniensis) 代表牛津大学
- St And (Sancti Andreae) 代表圣安德鲁斯大学
- Ebor (Eboracensis) 代表约克大学
- Winton (Wintonensis) 代表溫徹斯特大學

代表威尔士大学的拉丁缩写 (Cambrensis)通常会和代表剑桥大学的英文缩写混淆.
2007年3月 ，牛津大学发布公告，名为：“Oxford University Calendar: Notes on Style”，开始在出版物中推行新的缩写制度。缩写使用英文的第一个音节和后面一个字母，于是牛津和剑桥就成了“Oxf”和“Camb”。这项改革很有争议，(p. 2, n. 1)但是被认为很有必要，文件同时提倡不要使用括号。

## 排名
2014年英国大学综合排名
| 排名 | 学校名称                                                   |
| ---- | ---------------------------------------------------------- |
| 1    | 剑桥大学（Cambridge）                                      |
| 2    | 牛津大学（Oxford ）                                        |
| 3    | 伦敦政治经济学院（LSE ）                                   |
| 4    | 圣安德鲁斯大学（St Andrews）                               |
| 5    | 帝国理工学院（Imperial）                                   |
| 6    | 杜伦大学（Durham）                                         |
| 7    | 巴斯大学（Bath）                                           |
| 8    | 埃克塞特大学（Exeter）                                     |
| 9    | 伦敦大学学院（UCL）                                        |
| 10   | 华威大学（Warwick）                                        |
| 11   | 约克大学（York）                                           |
| 12   | 兰卡斯特大学（Lancaster）                                  |
| 13   | 萨里大学（Surrey）                                         |
| 14   | 莱斯特大学（Leicester）                                    |
| 15   | 布里斯托大学（Bristol）                                    |
| 16   | 伯明翰大学（Birmingham）                                   |
| 17   | 東英吉利亞大學（UEA）                                      |
| 18   | 纽卡斯尔大学（Newcastle）                                  |
| 19   | 谢菲尔德大学（Sheffield）                                  |
| 20   | 南安普顿大学（Southampton）                                |
| 21   | 拉夫堡大学（Loughborough）                                 |
| 22   | 爱丁堡大学（Edinburgh）                                    |
| 23   | 诺丁汉大学（Nottingham）                                   |
| 24   | 伦敦大学亚非学院（School of Oriental and African Studies） |
| 25   | 格拉斯哥大学（Glasgow）                                    |
| 26   | 曼彻斯特大学（Manchester）                                 |
| 27   | 伦敦大学国王学院（King's College）                         |
| 28   | 倫敦大學皇家賀洛唯學院（RHUL）                             |
| 29   | 阿斯顿大学（Aston）                                        |
| 29   | 利兹大学（Leeds）                                          |
| 29   | 贝尔法斯特女王大学（Queen’s）                              |
| 32   | 薩塞克斯大學（Sussex）                                     |
| 33   | 卡迪夫大学（Cardiff）                                      |
| 33   | 肯特大学（Kent）                                           |
| 35   | 雷丁大学（Reading ）                                       |
| 36   | 利物浦大学（Liverpool）                                    |
| 37   | 伦敦玛丽王后大学（Queen Mary）                             |
| 38   | 赫瑞瓦特大学（Heriot-Watt）                                |
| 39   | 埃塞克斯大学（Essex）                                      |
| 40   | 阿伯丁大学（Aberdeen）                                     |
| 41   | 白金汉大学（Buckingham）                                   |
| 42   | 斯特拉思克莱德大学（Strathclyde）                          |
| 43   | 倫敦大學城市學院（City）                                   |
| 44   | 基尔大学（Keele）                                          |
| 45   | 考文垂大学（Coventry）                                     |
| 46   | 布鲁内尔大学（Brunel）                                     |
| 47   | 斯旺西大学（Swansea）                                      |
| 48   | 伦敦大学金匠學院（Goldsmiths）                             |
| 49   | 邓迪大学（Dundee）                                         |
| 50   | 牛津布鲁克斯大学（Oxford Brookes）                         |
| 51   | 斯特靈大學（Stirling）                                     |
| 52   | 伯恩茅斯藝術大學（Arts University Bournemouth）            |
| 52   | 切斯特大学（Chester）                                      |
| 52   | 罗伯特戈登大学（Robert Gordon）                            |
| 55   | 朴茨茅斯大学（Portsmouth）                                 |
| 56   | 班戈大学（Bangor）                                         |
| 57   | 林肯大学（Lincoln）                                        |
| 57   | 溫徹斯特大學（Winchester）                                 |
| 59   | 北安普顿大学（Northampton）                                |
| 60   | 西英格兰大学（UWE）                                        |
| 61   | 诺丁汉特伦特大学（NTU）                                    |
| 62   | 諾桑比亞大學（Northumbria）                                |
| 63   | 赫尔大学（Hull）                                           |
| 64   | 哈珀亞當斯大學（Harper Adams）                             |
| 64   | 约克圣约翰大学（York St John）                             |
| 66   | 哈德斯菲尔德大学（Huddersfield）                           |
| 67   | 伯恩茅斯大學（Bournemouth）                                |
| 68   | 奇切斯特大学（Chichester）                                 |
| 69   | 边山大学（Edge Hill）                                      |
| 70   | 巴斯思巴大學（Bath Spa）                                   |
| 71   | 瑪格麗特皇后大學（Queen Margaret Edinburgh）               |
| 71   | 聖馬可和聖約翰大學（St Mark & St John, Plymouth）          |
| 73   | 紐曼大學（Newman）                                         |
| 73   | 普利茅斯大学（Plymouth）                                   |
| 73   | 阿尔斯特大学（Ulster）                                     |
| 76   | 布莱顿大学（Brighton）                                     |
| 77   | 伦敦艺术大学（Arts London）                                |
| 77   | 法爾茅斯大學（Falmouth）                                   |
| 77   | 谢菲尔德哈勒姆大学（Sheffield Hallam）                     |
| 80   | 罗汉普顿大学（Roehampton）                                 |
| 81   | 格拉斯哥卡利多尼安大學（Glasgow Caledonian）               |
| 82   | 亞伯大學（Aberystwyth）                                    |
| 83   | 利物浦約翰摩爾斯大學（LJMU）                               |
| 84   | 布拉德福德大学（Bradford）                                 |
| 84   | 德比大学（Derby ）                                         |
| 86   | 德蒙福特大學（De Montfort）                                |
| 87   | 卡迪夫都會大學（Cardiff Metropolitan）                     |
| 88   | 中央兰开夏大学（Central Lancashire）                       |
| 89   | 曼彻斯特城市大学（Manchester Metropolitan）                |
| 90   | 坎特伯雷基督教會大學（Canterbury Christ Church）           |
| 91   | 伯明翰城市大学（BCU）                                      |
| 91   | 格羅斯特郡大學（Gloucestershire）                          |
| 93   | 提賽德大學（Teesside）                                     |
| 94   | 密德薩斯大學（Middlesex）                                  |
| 95   | 坎布里亞大學（Cumbria）                                    |
| 96   | 赫特福德大學（Hertfordshire）                              |
| 96   | 桑德兰大学（Sunderland）                                   |
| 98   | 索尔福德大学（Salford）                                    |
| 99   | 创意艺术大学（Creative Arts）                              |
| 100  | 龙比亚大学（Edinburgh Napier）                             |
| 101  | 格林威治大学（Greenwich）                                  |
| 102  | 伍斯特大学（Worcester）                                    |
| 103  | 利茲都會大學（Leeds Metropolitan）                         |
| 104  | 利兹三一大學（Leeds Trinity）                              |
| 105  | 亞伯泰丹地大學（Abertay Dundee）                           |
| 106  | 格羅斯泰特主教大學（Bishop Grosseteste）                   |
| 106  | 威斯敏斯特大学（Westminster）                              |
| 108  | 史丹福郡大學（Staffordshire）                              |
| 109  | 格林多大学（Glyndwr）                                      |
| 110  | 安格利亚鲁斯金大学（Anglia Ruskin）                        |
| 111  | 金斯顿大学（Kingston）                                     |
| 112  | 西伦敦大学（West London）                                  |
| 113  | 白金漢郡新大學（Buckinghamshire New）                      |
| 114  | 南安普顿索伦特大学（Southampton Solent）                   |
| 115  | 贝德福德大学（Bedfordshire）                               |
| 116  | 高地和群岛大学（Highlands and Islands）                    |
| 117  | 西苏格兰大学（West of Scotland）                           |
| 118  | 伦敦南岸大学（London South Bank）                          |
| 119  | 博爾頓大學（Bolton）                                       |
| 120  | 东伦敦大学（UEL）                                          |
| 121  | 倫敦都會大學（London Metropolitan）                        |